# Gordon Allport
Gordon Willard Allport (Montezuma, 11 de novembro de 1897 — Cambridge, 9 de outubro de 1967) foi um psicólogo estadunidense. Suas obras incluem Becoming, Pattern and Growth in Personality e The Individual and his Religion.
Deixou seu legado à Psicologia com a Escala de Allport, definida em seu livro A natureza do preconceito de 1954 para mensurar a extensão do preconceito numa determinada sociedade. Allport também trouxe uma importante contribuição à teoria motivacional, desvendando a natureza dinâmica da mesma. Segundo Gordon, há uma tendência em se acreditar que a motivação seja estática e pouco interativa. Por essa razão, Allport criou a teoria da autonomia funcional da motivação, ou seja, pode-se começar um comportamento com apenas uma motivação e, com o passar do tempo, ter o mesmo comportamento, só que por outras razões. Um exemplo: O casamento monogâmico pode ter motivação sexual num primeiro momento, mas depois, ele pode ser mantido por ambos parceiros por causa dos filhos. Com o passar dos anos, cuidar das crianças pode não ser mais necessário e o casamento ainda existir por conta de uma possível perda patrimonial com o divórcio. Na terceira idade, o casamento pode ainda estar em andamento em função do medo da solidão associado ao benefício da pensão. Veja que nesse exemplo, a motivação sexual inicial se transformou e combinou-se com outras forças individuais e/ou ambientais.